# Dracotettix plutonius
Dracotettix plutonius är en insektsart som beskrevs av Bruner, L. 1893. Dracotettix plutonius ingår i släktet Dracotettix och familjen Romaleidae. Inga underarter finns listade i Catalogue of Life.